# Brotfabrik (Frankfurt am Main)

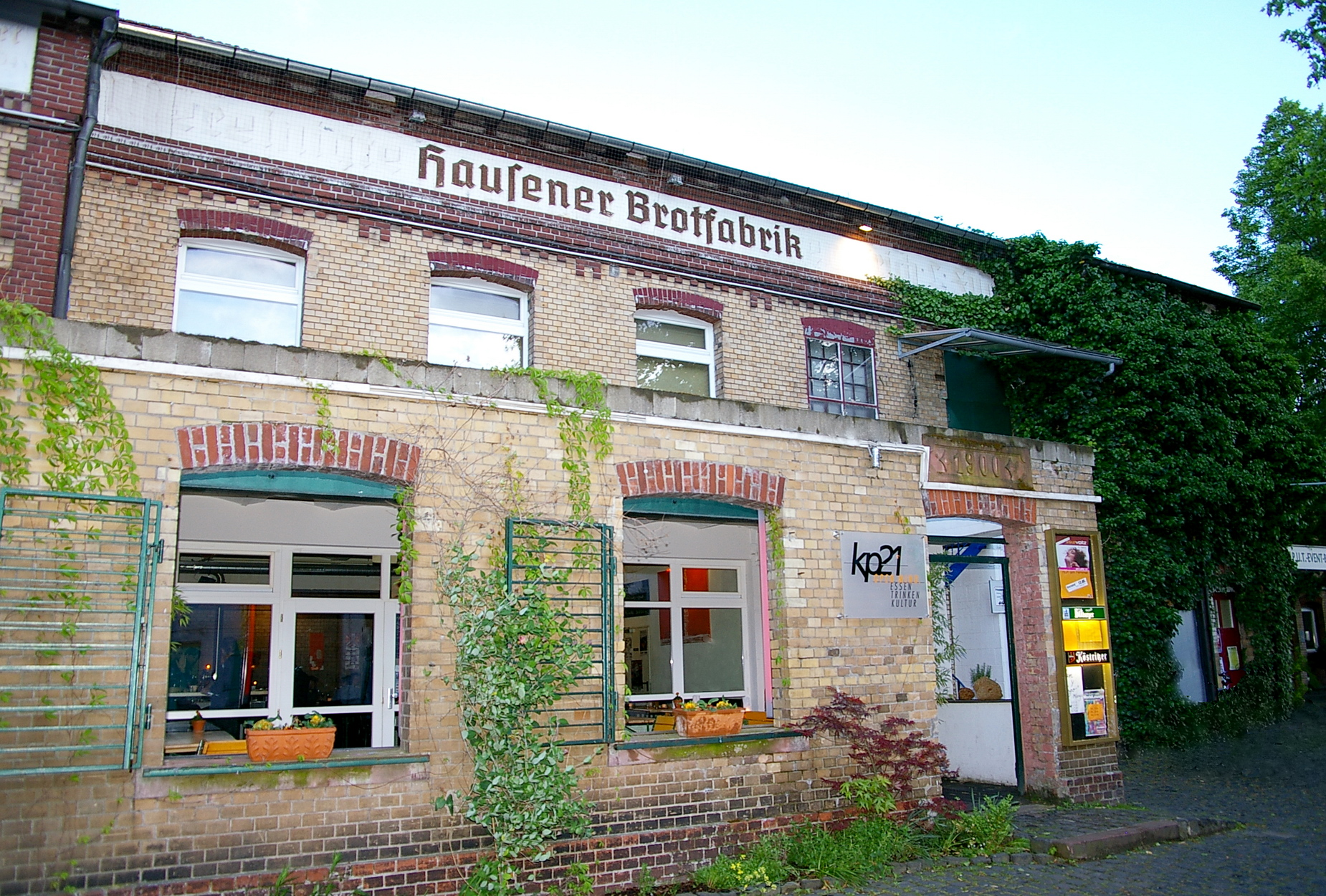
Brotfabrik in Frankfurt-Hausen

Logo des KP-21

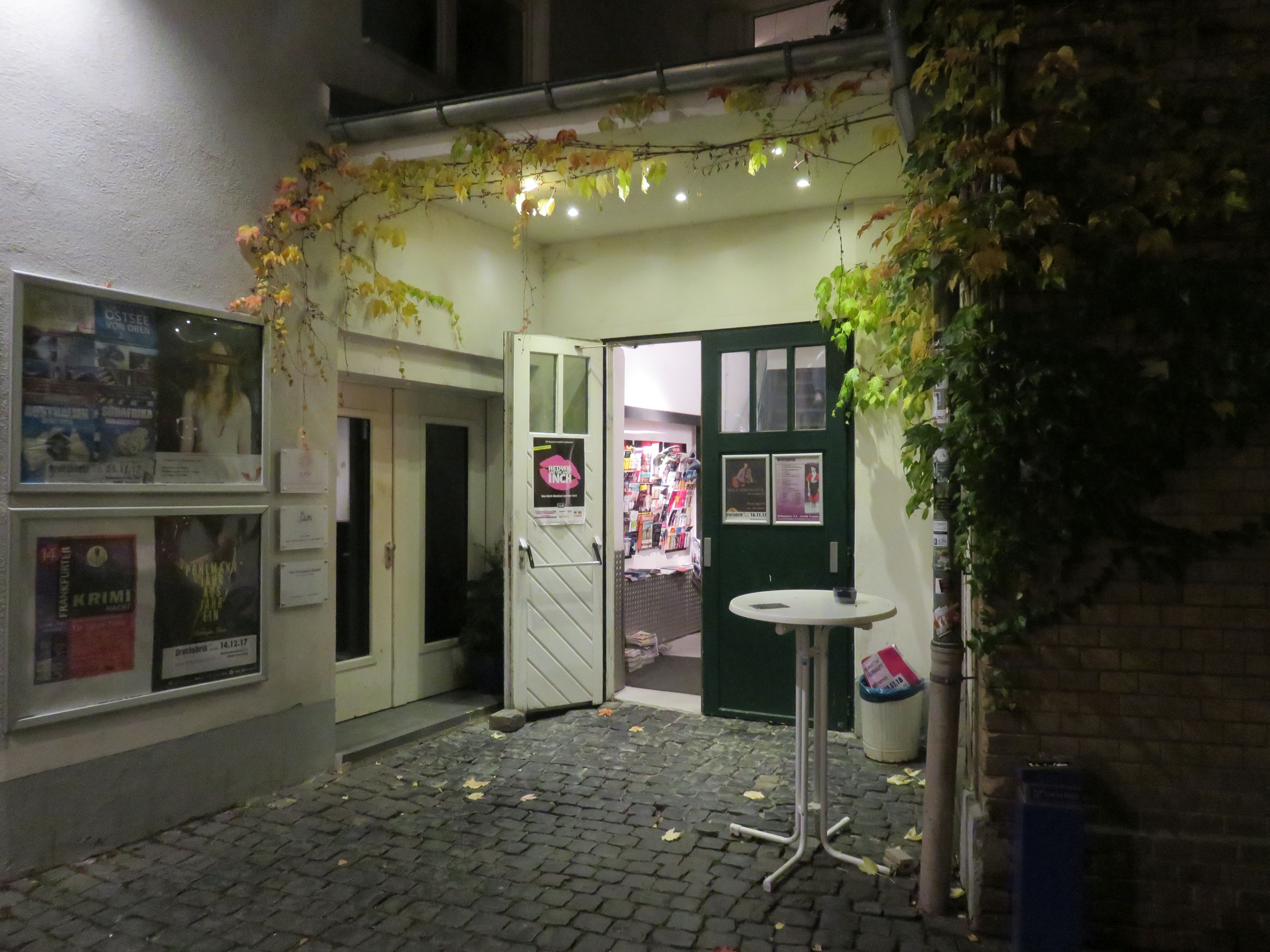
Haupteingang der Brotfabrik (2017)

Die Brotfabrik im Stadtteil Hausen von Frankfurt am Main ist eine selbstverwaltete Einrichtung in einer ehemaligen Brotfabrik. Elf Projekte teilen sich fast 1500 Quadratmeter.
Neben zwei Bühnen gibt es einen großen Veranstaltungssaal, zwei Lokale, drei psychosoziale Projekte, eine Werbeagentur und ein Atelier.

## Geschichte
Die Brotfabrik in der Bachmannstraße 4 wurde unter der Leitung von Louis Lantz und Louis Hoffmann 1888 gegründet. Nach 1924 fusionierte sie mit der Hausener Brotfabrik, die zuvor als Mehl- und Brodfabrik GmbH bekannt war. Die beiden Firmen brachten nützliche Gegenstände ein, wie Maschinen, Gerätschaften und Pferde, die für die Fortführung der Fabrik unerlässlich waren. Nach der Fusion lautete die neue Firmenbezeichnung Vereinigte Hausener Brotfabriken AG.
Die Frankfurter Zeitung berichtete 1939, dass die Vereinigte Hausener Brotfabriken AG in eine Personengesellschaft umgewandelt wurde. Der neue Firmeninhaber setzte den Betrieb unter Vereinigte Brotfabrik Erich L. Fuchs fort. In dieser Blütezeit der Fabrik waren 90 Bäcker und Bedienstete beschäftigt.
Nach Kriegsende wurde im Jahr 1948 ein Antrag beim Amtsgericht auf Umwandlung in eine Offene Handelsgesellschaft (OHG) eingereicht. Die Gründer der OHG waren die Herren J. Scheld und C. Fuchs. Bis zum Jahre 1955 gibt es keine weiteren Berichte, nur dass der Antrag auf eine OHG von den beiden Herren revidiert wurde. Als Nachfolger trat Herr J. Schütten aus Bad Homburg vor der Höhe ein. Das letzte Gebäck wurde am 15. April 1972 gebacken. Am 10. Oktober 1973 wurde die Firma im Handelsregister gelöscht.
Im Jahr 1975 übernahm ein Teppichhändler die Liegenschaft für 60 Jahre als Erbbauberechtigter. Doch ein  geplantes Teppichlager mit Verwaltungsgebäude konnte nicht realisiert werden, und der Vertrag wurde vorzeitig beendet.
Im Jahre 1980 ergriff eine kleine Gruppe junger Leute aus der Frankfurter Sponti-Szene die Initiative, und die Brotfabrik begrüßte ihre Gäste am 6. März 1981 zur Eröffnung. Die „Markt- und Kulturzentrum Gesellschaft zur Nutzung der ehemaligen Hausener Brotfabrik“, kurz „MuK“, veranstaltete dann mit mehreren Untergruppen Theater, Konzerte und anderes. Finanzielle Schwierigkeiten führten 1994 zum Konkurs.
Von 1995 bis 2005 war unter anderem der Verein „Kultur in der Brotfabrik e. V.“ (jetzt „musikglobal“) als Veranstalter von Jazz- und Weltmusikkonzerten im Saal tätig; er hat das Gelände nach langen Auseinandersetzungen verlassen.
Im Jahre 2000 kamen das „Theater Primadonna/Schwerer Held“ und die „P.U.T.-Event-Bühne“ mit weiteren kulturellen Bereicherungen dazu. Im August 2005 startete der Verein „Kulturprojekt 21 e. V.“ mit der Wikimania-Party sein Kulturprogramm. Seit 2007 ist das Frankfurter Autoren Theater dort beheimatet.
Der Trägerverein ist seit 1997 Brotfabrik Hausen e. V. Er wurde als Nachfolger der „MuK“ von den damaligen Nutzern des Geländes gegründet. Die Übernahme eines Generalmietvertrags und umfangreiche Sanierungen sicherten den Bestand des Zentrums langfristig.
Anfang 2022 wurde bekannt, dass es Pläne der Eigentümer gibt, die Brotfabrik an einen Investor zu verkaufen, der den Abriss der Brotfabrik und die Errichtung von Wohnungen an deren Stelle beabsichtigt. Die Verhandlungen sollen bereits weit fortgeschritten sein. Im März 2022 stellte Markus Harzenetter, Präsident des Landesamtes für Denkmalpflege, nach einer Begehung fest, dass die Brotfabrik als Kulturdenkmal eingeordnet werden kann.